# Сафронов, Дмитрий Дмитриевич
Дми́трий Дми́триевич Сафро́нов (Пустой шаблон {{ВД-Преамбула}} ) — российский легкоатлет-паралимпиец, выступающий в спринте. Двукратный чемпион (2021), серебряный и бронзовый призёр Паралимпийских игр (2024). Многократный чемпион мира, Европы и России. Заслуженный мастер спорта России.

## Биография
Дмитрий Сафронов родился 12 октября 1995 года в Дзержинске, Нижегородская область.
В 2019 году окончил Нижегородское областное училище олимпийского резерва им. В. С. Тишина по специальности «Педагог по физической культуре и спорту». Учился в Нижегородском государственном педагогическом университете имени Козьмы Минина по специальности «Педагог по физической культуре и спорту».
Начал заниматься спортом в 2008 году.

### Карьера
Представляет Нижегородскую область на национальном уровне. Тренируется в Спортивной школе олимпийского резерва «Заря» в Дзержинске. Первый тренер — Галина Кошелева. С 2020 года тренируется под руководством Татьяны Медянцевой (Кошелевой).
С 2012 года состоит в паралимпийской сборной России.
В 2013 и 2015 годах завоевал четыре золотые медали чемпионатов мира в двух дисциплинах: спринт на 100 и 200 метров.
Чемпион Европы 2014, 2016 и 2021 годов в спринте 100—200 метров в классе T35.
В 2021 году на Паралимпийских играх в Токио Дмитрий Сафронов завоевал два золота на дистанциях 100 и 200 метров. Он побил рекорды обоих дисциплин, пробежав стометровку за 11,39 секунды и 200 метров за 23,15 секунды.
В 2024 году выступил на чемпионате мира в Японии, где выиграл серебряную медаль в 200-метровке и бронзовую в 100-метровке.

### Участие в Паралимпийских играх в Париже
В августе 2024 года Дмитрий Сафронов получил аккредитацию и визу для участия в Паралимпийских играх в Париже под флагом ПКР. Он завоевал бронзу на дистанции 100 метров и серебро в забеге на 200 метров.

## Достижения

### Международные соревнования
| Год                 | Место проведения       | Результат | Дисциплина  |
| Паралимпийские игры |                        |           |             |
| 2024                | Париж, Франция         | 3         | 100 м (T35) |
| 2024                | Париж, Франция         | 2         | 200 м (T35) |
| 2021                | Токио, Япония          | 1         | 100 м (T35) |
| 2021                | Токио, Япония          | 1         | 200 м (T35) |
| Чемпионат мира      |                        |           |             |
| 2024                | Кобе, Япония           | 2         | 200 м (T35) |
| 2024                | Кобе, Япония           | 3         | 100 м (T35) |
| 2019                | Дубай, ОАЭ             | 2         | 200 м (T35) |
| 2019                | Дубай, ОАЭ             | 3         | 100 м (T35) |
| 2015                | Доха, Катар            | 1         | 100 м (T35) |
| 2015                | Доха, Катар            | 1         | 200 м (T35) |
| 2013                | Лион, Франция          | 1         | 100 м (T35) |
| 2013                | Лион, Франция          | 1         | 200 м (T35) |
| Чемпионат Европы    |                        |           |             |
| 2021                | Быдгощ, Польша         | 1         | 100 м (T35) |
| 2021                | Быдгощ, Польша         | 2         | 200 м (T35) |
| 2016                | Гроссето, Италия       | 2         | 100 м (T35) |
| 2016                | Гроссето, Италия       | 1         | 200 м (T35) |
| 2014                | Суонси, Великобритания | 1         | 100 м (T35) |
| 2014                | Суонси, Великобритания | 1         | 200 м (T35) |

## Награды
- Орден Дружбы (11 сентября 2021 года) — за большой вклад в развитие отечественного спорта, высокие спортивные достижения, волю к победе, стойкость и целеустремлённость, проявленные на XVI Паралимпийских летних играх 2020 года в городе Токио (Япония)[7].
- Медаль ордена «За заслуги перед Отечеством» I степени (21 октября 2024 года) — за большой вклад в развитие отечественного спорта, высокие спортивные достижения, волю к победе, стойкость и целеустремлённость, проявленные на XVII Паралимпийских летних играх 2024 года в городе Париже (Франция)[8].